# Лангхаген
Лангхаген (њем. Langhagen) општина је у њемачкој савезној држави Мекленбург-Западна Померанија. Једно је од 62 општинска средишта округа Гистров. Према процјени из 2010. у општини је живјело 659 становника. Посједује регионалну шифру (AGS) 13053049.

## Географски и демографски подаци
Лангхаген се налази у савезној држави Мекленбург-Западна Померанија у округу Гистров. Општина се налази на надморској висини од 83 метра. Површина општине износи 27,2 km². У самом мјесту је, према процјени из 2010. године, живјело 659 становника. Просјечна густина становништва износи 24 становника/km².

## Међународна сарадња
| Мјесто  | Држава | Врста сарадње | Од    |
| ------- | ------ | ------------- | ----- |
| Хојреби | Данска | партнерство   | 1994. |
| Извор   |        |               |       |